# Jaz Janowice
Jaz Janowice – jaz zlokalizowany w 232,40 km biegu rzeki Odry, piętrzący wody tej rzeki dla potrzeb Stopnia Wodnego Janowice. Jaz składa się z trzech przęseł, każde długości 32,0 m z zamknięciem sektorowym. Cały stopień położony jest w rejonie miejscowości Jeszkowice (miejscowość ta leży w Gminie Czernica, powiecie wrocławskim, województwa dolnośląskiego). Sama nazwa jazu i stopnia odnosi się do dawnej osady Janowice, która obecnie jest częścią Jeszkowic. Przyczółek jazu położony na lewym brzegu rzeki Odra znajduje się natomiast na terenie przynależnym do miejscowości Kotowice w Gminie Siechnice.
Pierwotny jaz kozłowo–iglicowy wybudowany został w latach 1912–1916 wraz z nowym stopniem wodnym. Stopień ten powstał w ramach tzw. II kanalizacji Odry. W 1990 roku jaz przebudowano i wyposażono w zamknięcia sektorowe. Prawy przyczółek jazu opiera się o wyspę powstałą na skutek budowy Kanału Janowickiego, na którym zlokalizowane są pozostałe podstawowe elementy stopnia wodnego: śluzy i elektrownia wodna. Na filarze tego przyczółka zlokalizowano również budynek ze sterownią jazu.
Jaz ten położony jest na skanalizowanym odcinku rzeki Odra, co oznacza, że jest jednym z całego ciągu stopni utrzymujących wymagany poziom wody na rzece. Stanowisko dolne jazu znajduje się w zasięgu oddziaływania następnych na Odrze stopni wodnych: Stopnia Wodnego Opatowice i Stopnia Wodnego Bartoszowice (Węzeł Wodny Bartoszowicko–Opatowicki w ramach Wrocławskiego Węzła Wodnego). Natomiast w zasięgu piętrzenia Jazu Janowice znajduje się stanowisko dolne poprzedniego stopnia wodnego: Stopnia Wodnego Ratowice.